# 最後の審判 (ロッホナー)
『最後の審判』（さいごのしんぱん、独: Madonna im Rosenhag、英: Madonna of the Rose Bower）は、ゴシック後期のドイツの画家シュテファン・ロッホナーが1440年頃から1442年頃に制作した祭壇画である。テンペラ画。最後の審判を主題としている。おそらくケルン市庁舎の議場のために委託された作品と考えられており、両翼には十二使徒の殉教が描かれ、外側パネルには修道院長聖アントニウス、マグダラのマリアと寄進者、アレクサンドリアの聖カタリナ、聖フーベルトゥス、ノイスの聖クィリヌスと寄進者、ローマ教皇コルネリウスが描かれていた。最後の審判の描写は同時代の同主題の絵画の慣例の多くに従っているが、ロッホナーは特に天使の黒い流れるような衣服の表現において、重要な革新を導入している。
多翼祭壇画は今日では解体されている。特に両翼はかつては画面が6区分された板絵であったが、鋸で12点の板絵に切断された。解体された板絵のほとんどは現存しているが、それぞれ別の美術館に保管されている。中央パネルはケルンのヴァルラフ・リヒャルツ美術館に所蔵されている。また両翼パネルはフランクフルトのシュテーデル美術館に、外側パネルはミュンヘンのアルテ・ピナコテークに所蔵されている。

## 作品

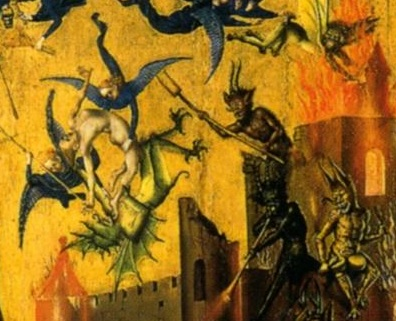
天使と戦う悪魔。

絵画は画面上部と画面下部に分かれている。上半分はキリスト、聖母マリア、福音記者聖ヨハネの3人の大きな人物像が占めている。イエスは画面上部中央に配置され、画面上の中央に配置されたキリストは、外側に向けて手を伸ばし、光線を発しながら、二重の虹の上に座っている。聖母マリアと聖ヨハネは、キリストの両側にひざまずいて祈りながら、下にいる魂の救いを懇願している。キリストの右手は天国に入ることが認められた死者を祝福するという行為において上げられ、逆に左手は罪人たちに永遠の刑罰を宣告するため下げられている。キリストは真珠のブローチで飾られた赤いローブを着ている。彼の開いたローブの下から磔刑で負った右胸下の槍傷と、手のひらに打ちつけられた釘による傷穴が見える。キリストは画面右下にいる救済された人々に目を向けている。キリストの両側には天使の大群が飛翔している。アルマ・クリスティ（キリストの受難を象徴するアトリビュート）を保持する者もいる。キリストの足元にいる2人の天使は審判を特徴づける長いトランペットを吹いている。
板絵における聖人の優位性は（「最後の審判」を描いた絵画ではよくあることだが）天使とその下の死すべき運命にある者たちと比較した相対的なサイズで達成されるが、それだけでなくオーストリアの美術史家エミー・ヴェレスによれば「彼らの身振りと巨大な曲線の衣装の効果」を通して達成されている。彼らは明るく鮮やかな衣装を着ており、キリストのローブはルビーレッド、聖ヨハネはエメラルド色、聖母はアメジスト色である。

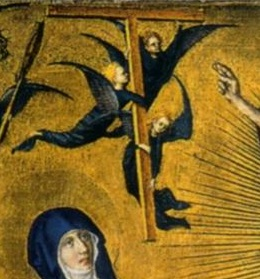
聖母の頭上で十字架を掲げる天使
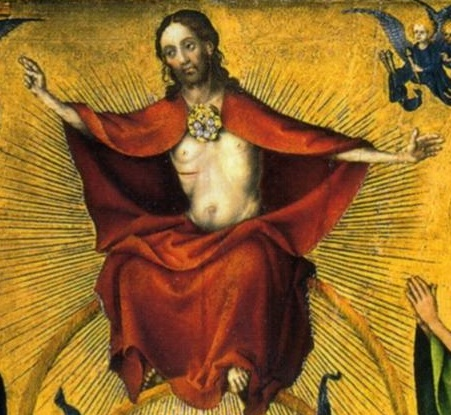
栄光のキリスト
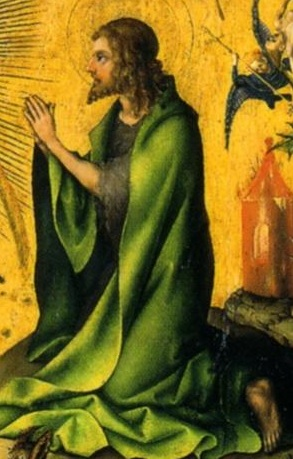
ひざまずいて祈る聖ヨハネ

画面下には死すべき運命の者たちと身体の大きな悪魔たちが描かれている。死者は墓から蘇り、キリストの裁きで天国に迎え入れられるか、あるいは地獄に追放される。伝統的に救済された者たちは天使に付き添われて画面左側に向かって移動する。画面下の3分の2を占める呪われた者たちは、悪魔によって画面右側に向かって連れて行かれ、苦しめられている。この作品では、救済された者たちは最終的に天国の都に入る際に聖ペトロに迎えられ、その一方で呪われた者たちは燃え盛る地獄の炎へと追いやられている。呪われた者たちの顔や表情は恐怖と肉体的苦痛に満ちている。何人かの悪魔は鎖を使って呪われた者を右下の通路に引きずって行き、4人の悪魔が魂を他の悪魔が燃え盛る火の中で待ち構える穴に引きずり込んでいる。悪魔たちは歯ぎしりするほど怒っている。

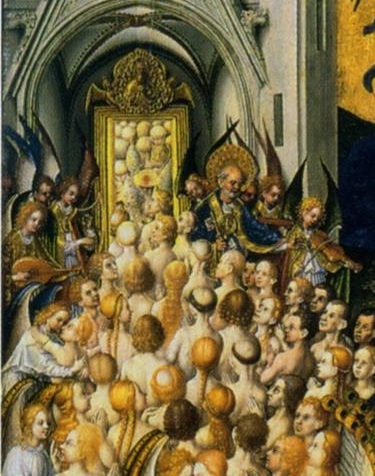
天国の門
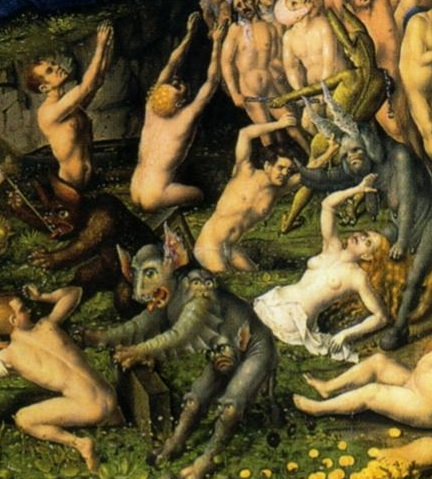
墓から蘇る死者
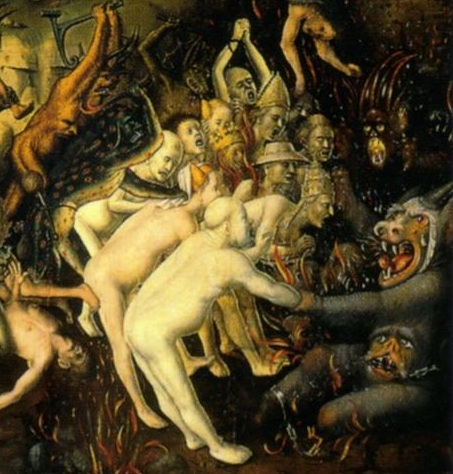
悪魔によって地獄に引きずり込まれた呪われた者たち

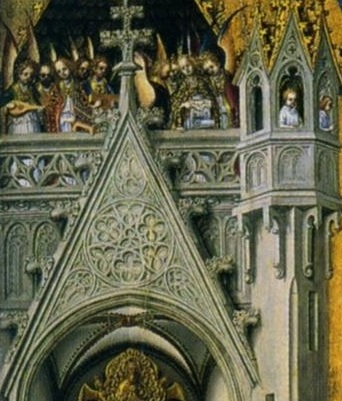
荒廃した城。

科学的調査はいずれも最終的な構図から大きく逸脱していない多数の詳細な下絵を明らかにした。これらの下絵のほとんどは様々な強度のクロスハッチングを使用して設計された3人の聖人の衣服に焦点を当てている。保存状態は悪く、ひどい変色が見られる。元々青色であった背景は主な顔料にアズライトを使用していたが、数世紀を経た現在ではかなり黒く変色している。人物の衣服の本来のパターンのいくつかは現在ではかろうじて識別できるが、X線撮影で見つけることができる。

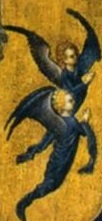
天使たち。

帰属と制作年代は困難であることが判明しており、長い間、工房のメンバー、生徒、またはロッホナーの追随者によるものであると考えられていた。特に本作品の劇的な光景とは対照的に、後期ゴシック様式の静けさと柔らかな色彩で知られるロッホナーの他の作品とは構図や雰囲気が非常に異なるため議論が起きた。
作品はロッホナーのキャリアの初期に由来すると考えられているが、所々にそうではない箇所もあり、エミー・ヴェレスによれば「私たちがロッホナーの成熟した作品を賞賛する、完璧な線の調和、全体構造内の構成部分の微妙な関係を達成している」。同様の違いに留意して、他の美術史家は本作品をロッホナーが慣例的表現を打破しようとしていた彼のキャリアの最後に置くべきであると主張した。年輪年代学の分析によると、支持体である3枚の板のうち最も古いものは1406年までさかのぼり、木材の乾燥と熟成を考慮すると、最も古い制作時期は1425年頃となる。しかしながら、本作品はロッホナーの作品の中で最も重要な絵画の1つと考えられており、批評家はその「劇的な興奮」と荒廃した城におけるゴシック建築の研究を引き合いに出している。

## 来歴
板絵は1764年に初めてケルンの聖ローレンス教区教会（the Parish Church of St Lawrence）の目録で記録され、1824年に遺贈されて以来、ヴァルラフ・リヒャルツ美術館に所蔵されている。

## ギャラリー
祭壇画の構成